# Death Therapy
Death Therapy je ameriška krščanska metal one man band skupina. Jason Wisdom je solo projekt začel snovati leta 2010, pesmi pa je začel snemati leta 2015.

## Zgodovina
Prvi singl, ki ga je posnel, nosi naslov "Possessed", izdan pa je bil 9. novembra 2015. 30. oktobra 2016 je Wisdom oznanil, da je Death Therapy  prešla pod okrilje založbe Solid State Records in da bo novi album predvidoma izšel februarja 2017. Skupina je izdala dve pesmi z naslovoma "Slow Dance (With Death)" in "Self Mind Dead", ki vključuje petje Andrewa Schwab iz skupine Project 86. Death Therapy je svoj prvenec  The Storm Before the Calm izdala 24. februarja 2017.

## Slog
V glasbi Death Therapy so slišni vplivi skupin Tool, Opeth in Devin Townsend. Opisu žanra z eno besedno zvezo se najbolj približa progresivni death metal, vendar skupina združuje več žanrov, kot so industrial metal, gothic metal in groove metal.

## Zasedba
Death Therapy je solo projekt, torej je Jason Wisdom poleg petja odigral vse inštrumente. Pri igranju v živo mu pomaga bobnar, Wisdom pa prevzame vlogo pevca in basista.  
Člani skupine
- Jason Wisdom – vokal, vsi inštrumenti (2015–danes)

Glasbeniki v živo
- Josh Seagraves – bobni (2016–2017)
- Blake Aldrige – bobni (2017–danes)

## Diskografija
- The Storm Before the Calm (2017)